# Na Sang-ho
Na Sang-ho, né le 12 août 1996 à Damyang en Corée du Sud, est un footballeur international sud-coréen évoluant au poste d'ailier gauche au FC Machida Zelvia.

## Biographie

### Gwangju FC
Formé au Gwangju FC, Na Sang-ho débute avec les professionnels le 7 mai 2017, à l'occasion d'un match de la saison 2017 de K League 1 face au Jeonnam Dragons. Une rencontre que son équipe perds largement, sur le score de cinq buts à zéro. Il inscrit son premier but en professionnel le 19 août 2017, lors de la défaite de Gwangju par trois buts à un contre le Jeonbuk Hyundai Motors. Son club termine la saison à la dernière place du classement et est relégué en K League 2.
Cette saison à l'échelon inférieur permet à Na Sang-ho de gagner en expérience et en temps de jeu. Il devient en effet un joueur important de l'équipe, étant même désigné à l'issue de la saison meilleur joueur du championnat et étant le meilleur buteur de la compétition avec 16 réalisations.

### FC Tokyo
Le 14 janvier 2019, Na Sang-ho rejoint le Japon en s'engageant avec le FC Tokyo, lors d'un transfert d'environ 1,5 million d'euros. Il fait ses débuts sous ses nouvelles couleurs le 23 février 2019, pour la première journée de la saison 2019 de J1 League face à Kawasaki Frontale. Il entre en jeu ce jour-là et les deux équipes font match nul (0-0). Il inscrit son premier but pour son nouveau club le 6 avril 2019 face au Shimizu S-Pulse. Entré en jeu à la place de Yojiro Takahagi, Na égalise alors que son équipe était menée par un but à zéro et le FC Tokyo finit par s'imposer sur le score de 2-1.

### Seongnam FC
Le 8 juin 2020, Na Sang-ho rejoint le Seongnam FC pour un prêt dans six mois.

### FC Séoul
Le 9 janvier 2021, Na Sang-ho s'engage avec le FC Séoul pour un contrat courant jusqu'en 2023. Il joue son premier match pour Séoul le 27 février 2021, lors de la première journée de la saison 2021 de K League 1 face au Jeonbuk Hyundai Motors. Il est titularisé et son équipe s'incline par deux buts à zéro. Il s'illustre dès la journée suivante, le 7 mars 2021 contre le Suwon FC, en marquant ses deux premiers buts pour le club. Son équipe s'impose par trois buts à zéro ce jour-là.

### Machida Zelvia
Le 4 janvier 2024, Na Sang-ho retourne au Japon pour signer en faveur du FC Machida Zelvia.

### En équipe nationale
Avec les moins de 23 ans, il participe ensuite aux Jeux asiatiques de 2018 durant lesquels il prend part à cinq matchs et inscrit un but. Les sud-coréens s'imposent en finale face au Japon, rencontre à laquelle il participe.
Na Sang-ho honore sa première sélection avec l'équipe nationale de Corée du Sud le 17 novembre 2018, face à la Australie. Il entre en jeu en cours de partie ce jour-là, et les deux équipes font match nul (1-1).
Le 12 novembre 2022, il est sélectionné par Paulo Bento pour participer à la Coupe du monde 2022.

## Palmarès
- Vainqueur des Jeux asiatiques de 2018 avec l'équipe de Corée du Sud des moins de 23 ans

## Distinctions personnelles
- Élu meilleur joueur de K League 2 en 2018.
- Meilleur buteur de K League 2 en 2018 avec 16 buts.